# Зак Хартинг
Зак Хартинг (енгл. Zach Harting; Медисон, 27. август 1997) амерички је пливач чија специјалност су трке делфин стилом на 100 и 200 метара. 

## Професионална каријера
Хартинг је дебитовао на међународној сцени на Светском првенству у малим базенима у кинеском Хангџоу 2018. где је заузео пето место у финалу трке на 200 делфин, односно 4. место као члан штафете 4×200 слободно (пливао је у квалификацијама). 
Први наступ на светском првенству у великим базенима имао је у Квангџуу 2019. где је наступио у трци на 200 делфин коју је окончао на шестом месту у финалу. 